# Tom Schaar
Tom Schaar, född 14 september 1999 i Los Angeles, är en professionell amerikansk skateboardåkare.

## Karriär
2012 blev han den yngsta guldmedaljören vid X Games. Sammanlagt har han tagit två guld, fyra silver och sex brons vid X Games. Vid olympiska spelen 2024 i Paris tog han silver i skateboarddisciplinen park.